# 油麻地停車場大廈

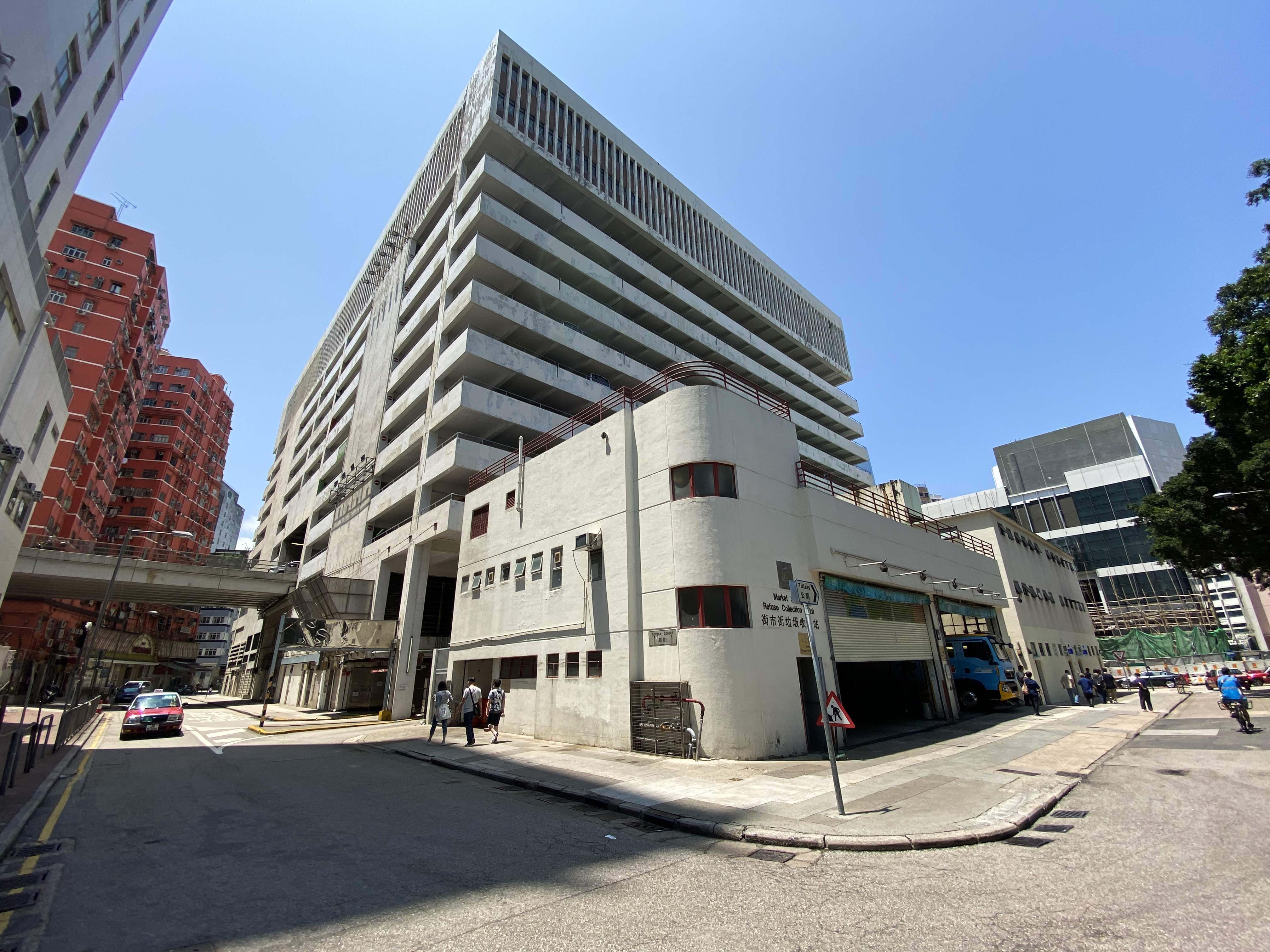
停車場大廈採用1970年代常見於政府建築的現代建築風格，以實用為主

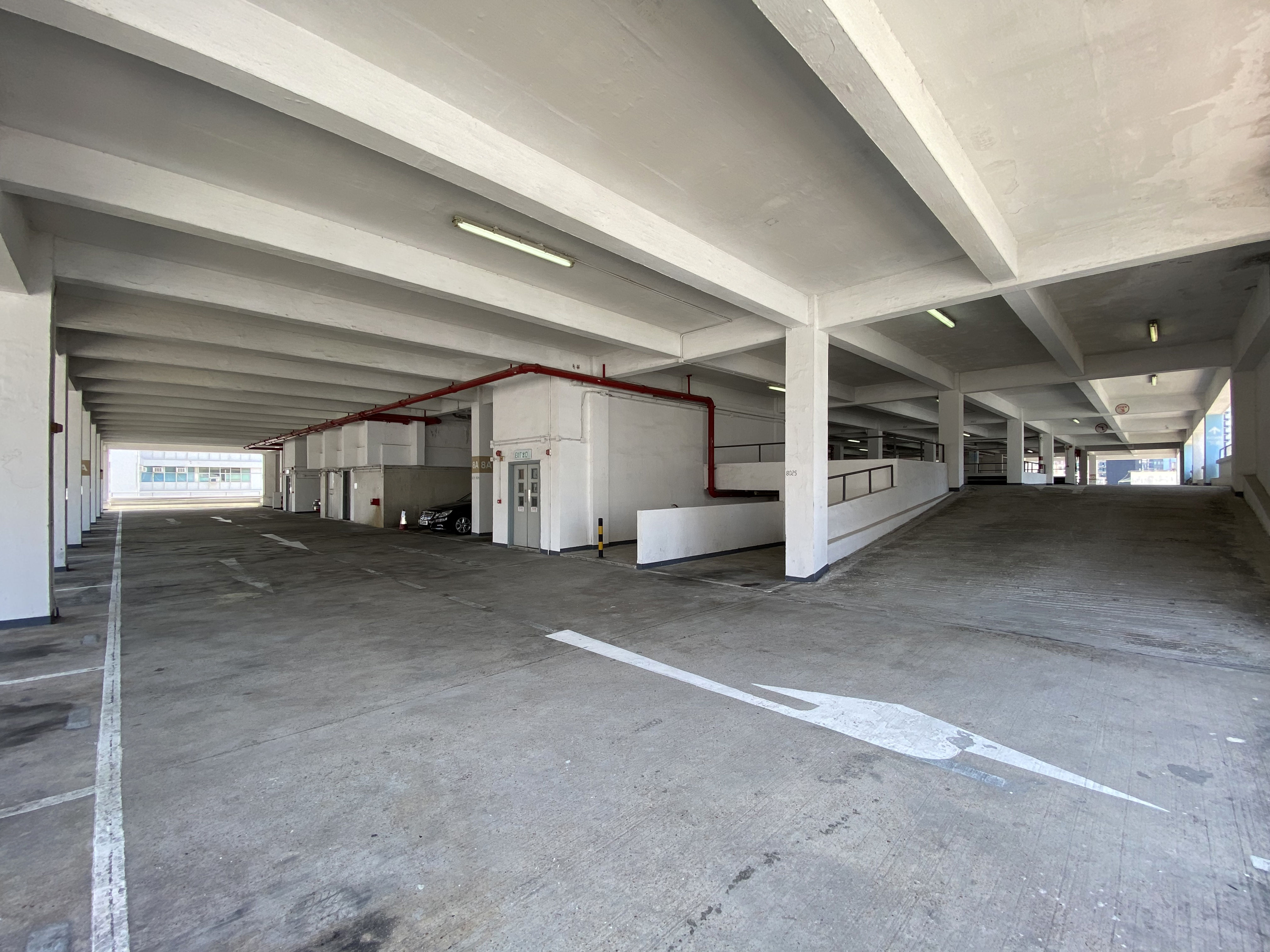
停車場內貌

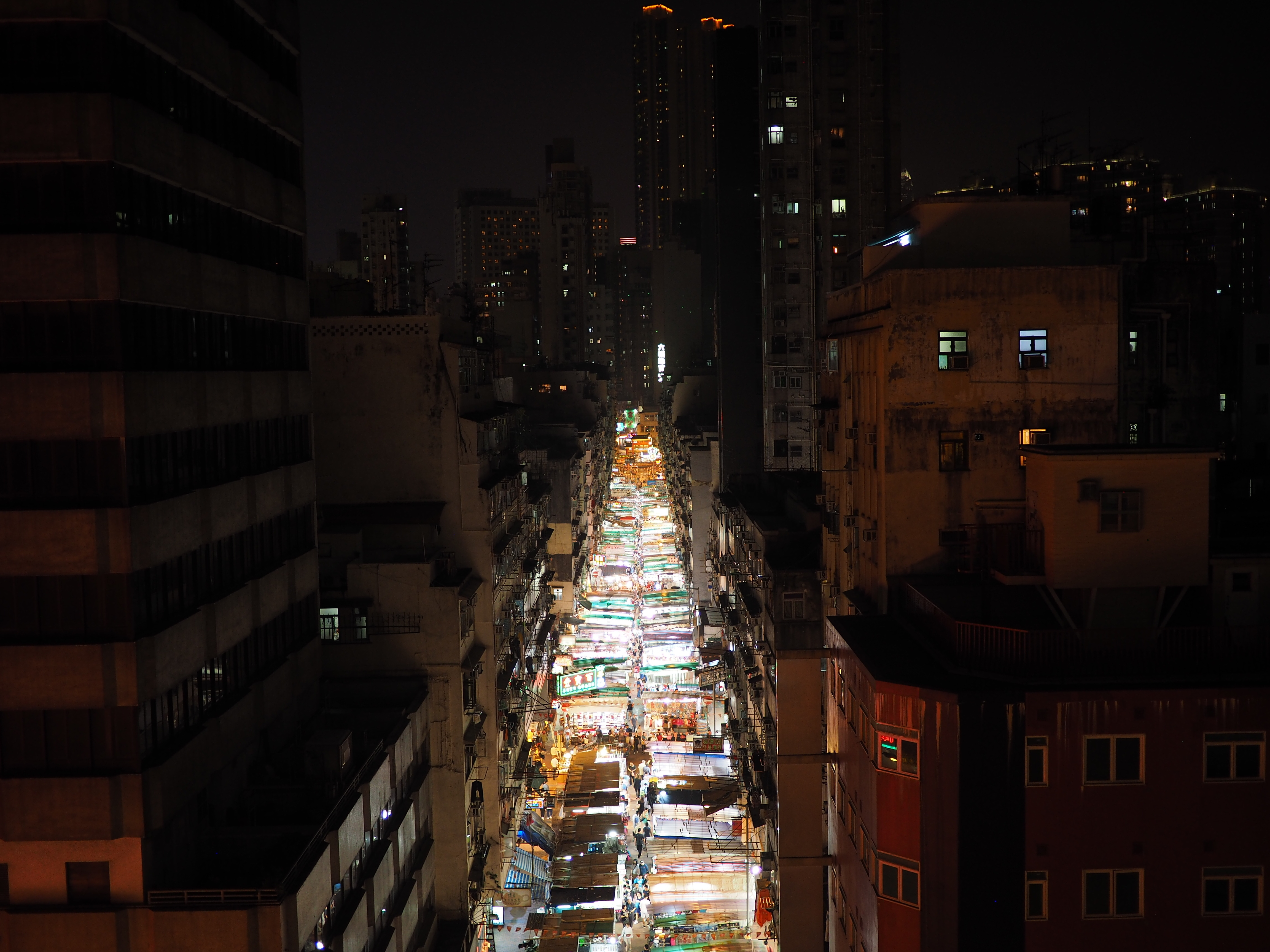
從停車場大廈可見廟街夜景

油麻地停車場大廈（英語：Yau Ma Tei Carpark Building）為香港一座已經關閉的公眾停車場，位於九龍油麻地上海街250號，於1970年10月13日啟用，1972年9月宣布擴建，分兩階段完成，停車場曾設有770個公眾停車位；但配合政府進行中九龍幹線工程，於2021年拆卸。

## 歷史
油麻地停車場大廈原址前身部份屬1919年開業的廣智戲院，為九龍區首家戲院，營運至1968年結業，當時相鄰為平安戲院（現平安大樓），而彌敦道一街之隔有普慶戲院（逸東酒店現址）。至於其餘用地，原來則為76座舊式住宅樓宇，因興建停車場亦被收回及拆卸，所有居民獲安排遷入同期落成的牛頭角下邨。
1966年，當時的立法局議員稱政府曾擬計劃在油麻地興建停車場，後被擱置。北面停車場於1970年10月13日啟用，提供420個泊車位，並為當時市政局解決全港泊車問題的長遠計劃之一。初期地下及閣樓的一部分為公共圖書館所用，而1至8樓為停車場。1972年9月，政府宣布擴建，在停車場南面興建另一座11層的建築物及在原有建築上加建兩層，提供合共821個泊車位，地下、閣樓及屋頂兩層則為辦公室所用，同時報導稱將會有一段高架橋穿過停車場的3至4層，以配合西九龍走廊計劃，其後加士居道天橋於1976年興建，位於北面停車場旁邊，天橋仍未貫穿停車場，而南面停車場則於1983年竣工，自此加士居道天橋變為貫穿停車場大廈。

## 設計

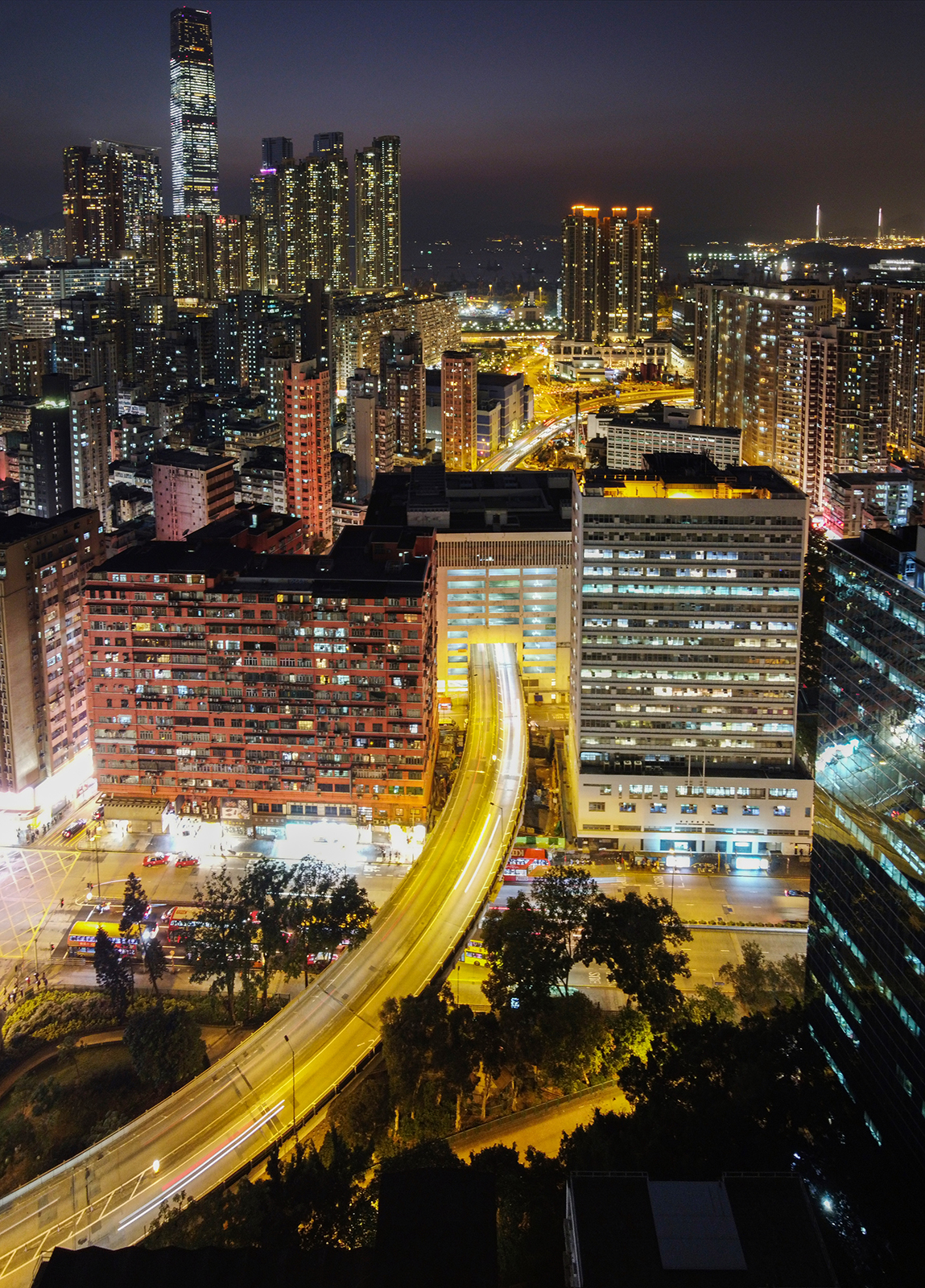
穿越2至5樓的行車天橋

加士居道天橋穿越停車場的情況在香港相對少見，形成社區內一個獨特奇觀。建築屬現代主義風格，同期其他政府類似的停車場大廈包括：

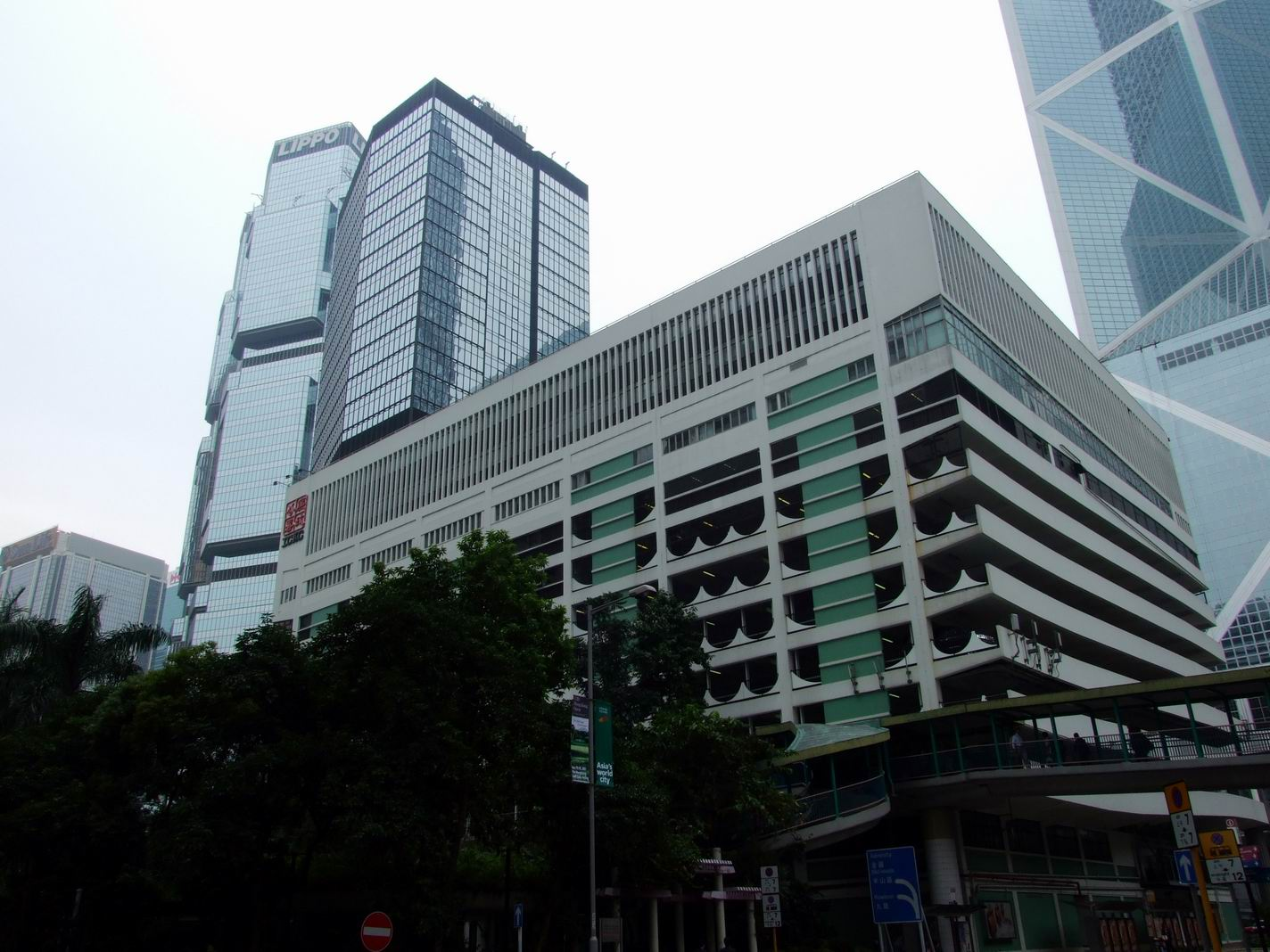
美利道停車場大廈（已拆卸）
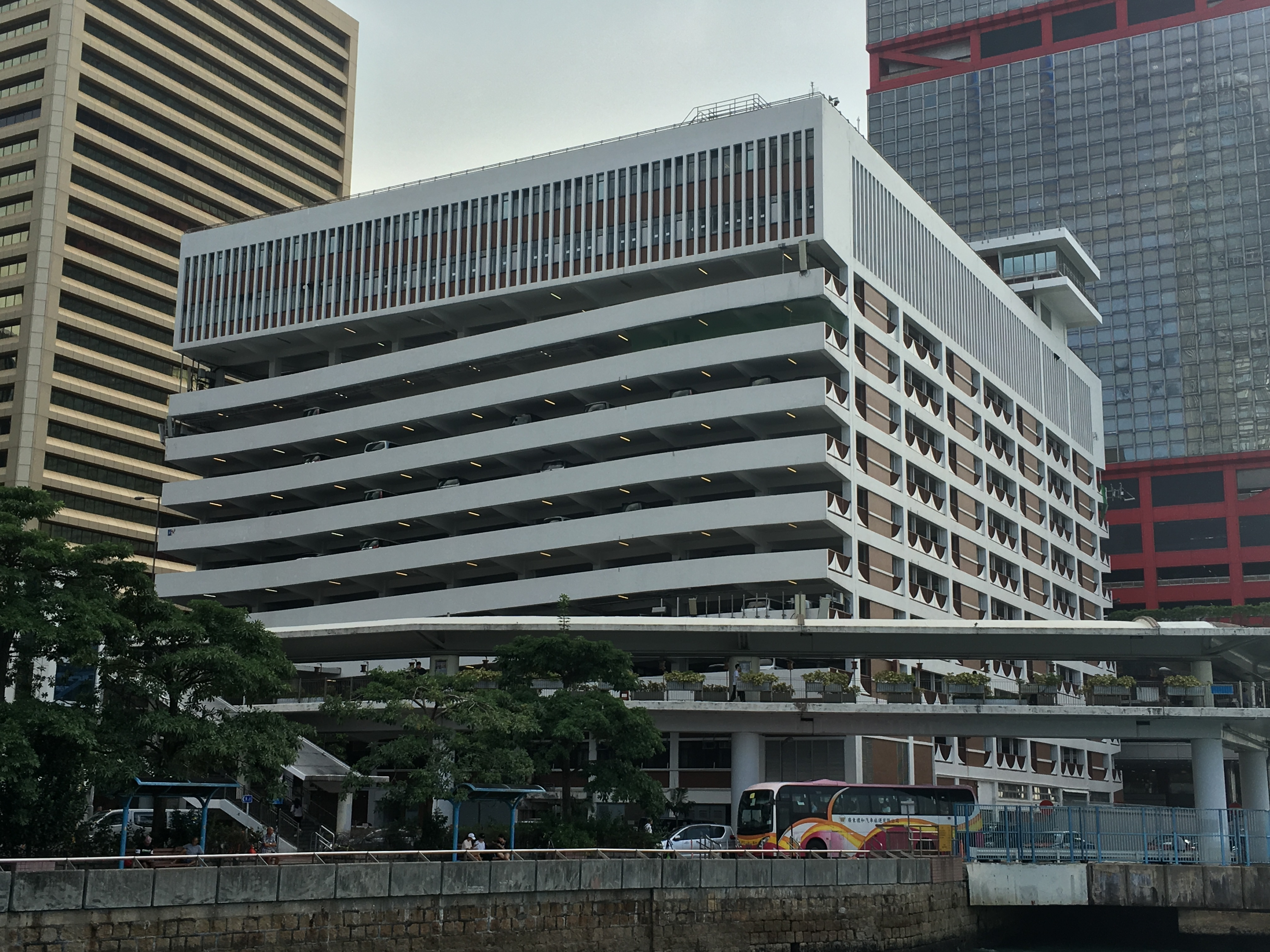
林士街多層停車場
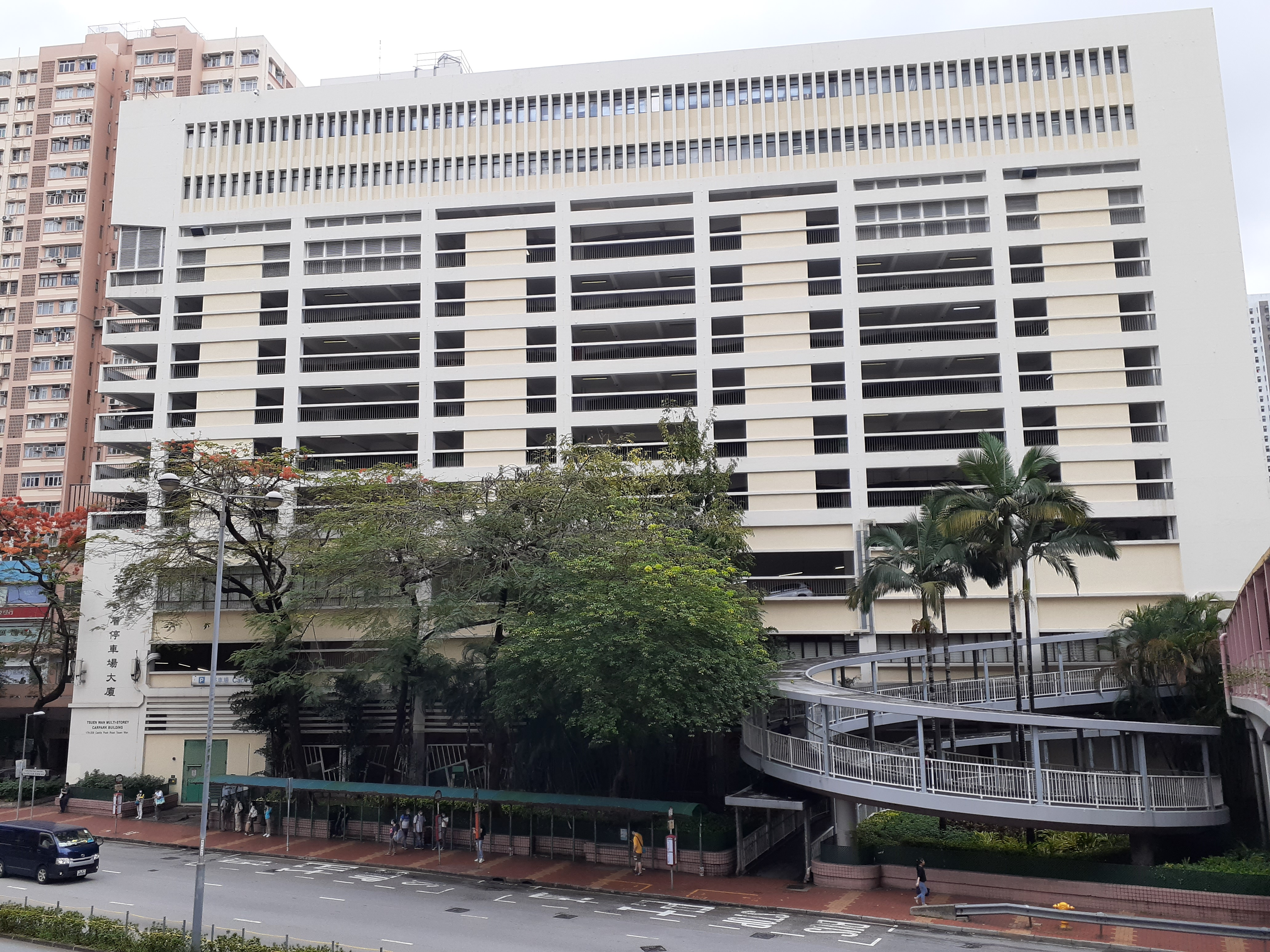
荃灣多層停車場大廈
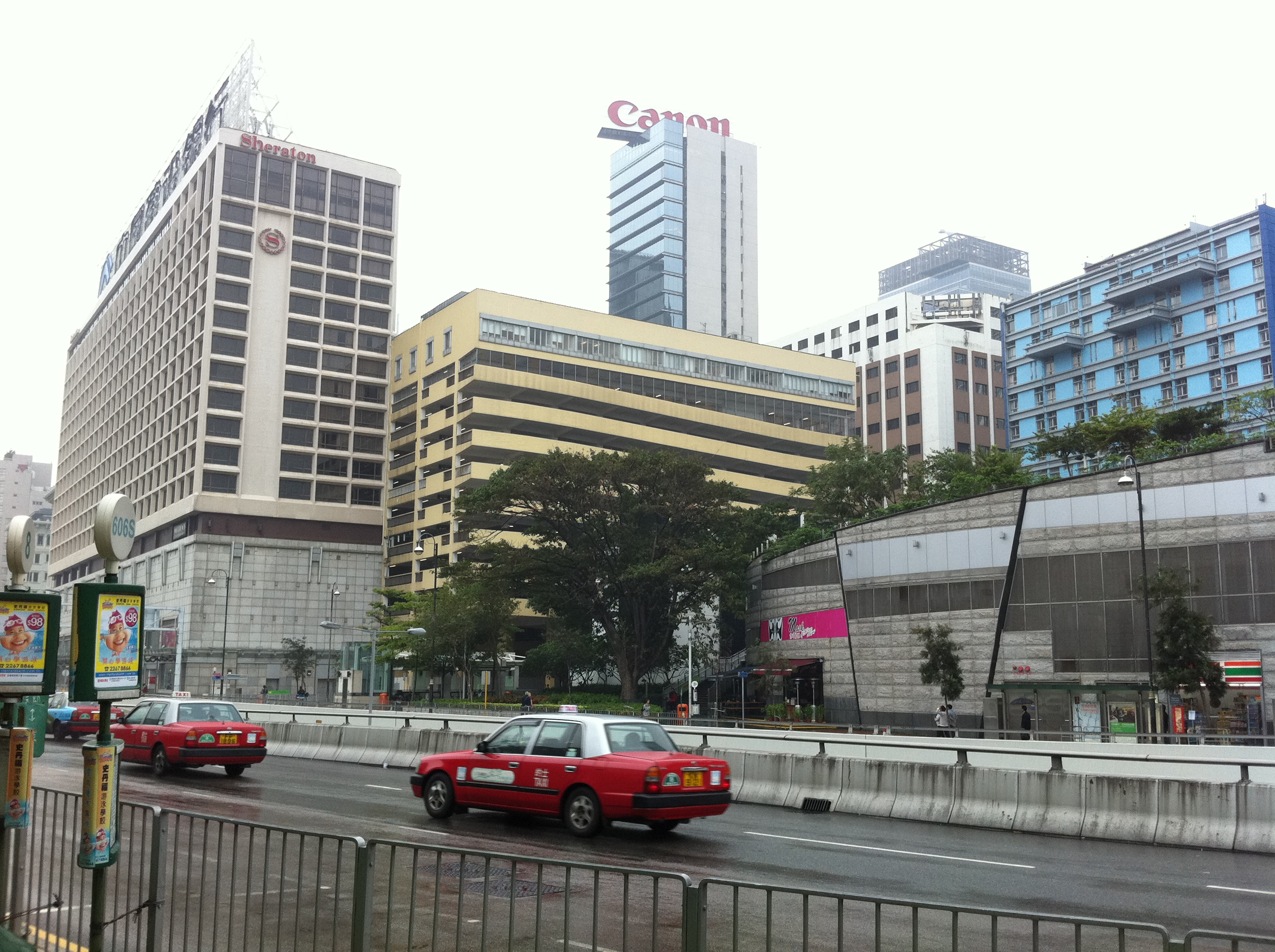
中間道多層停車場（已拆卸）

## 政府部門機構
- 油蔴地公共圖書館[註 1]（已遷往原址對面之上海街251號臨時綜合大樓）
- 地政總署九龍東區及九龍西區地政處（已遷往西九龍政府合署）
- 社會福利署油尖社會保障辦事處（已遷往西九龍政府合署）

此外還有聯合國難民署香港分署（已遷往香港逸東酒店）。

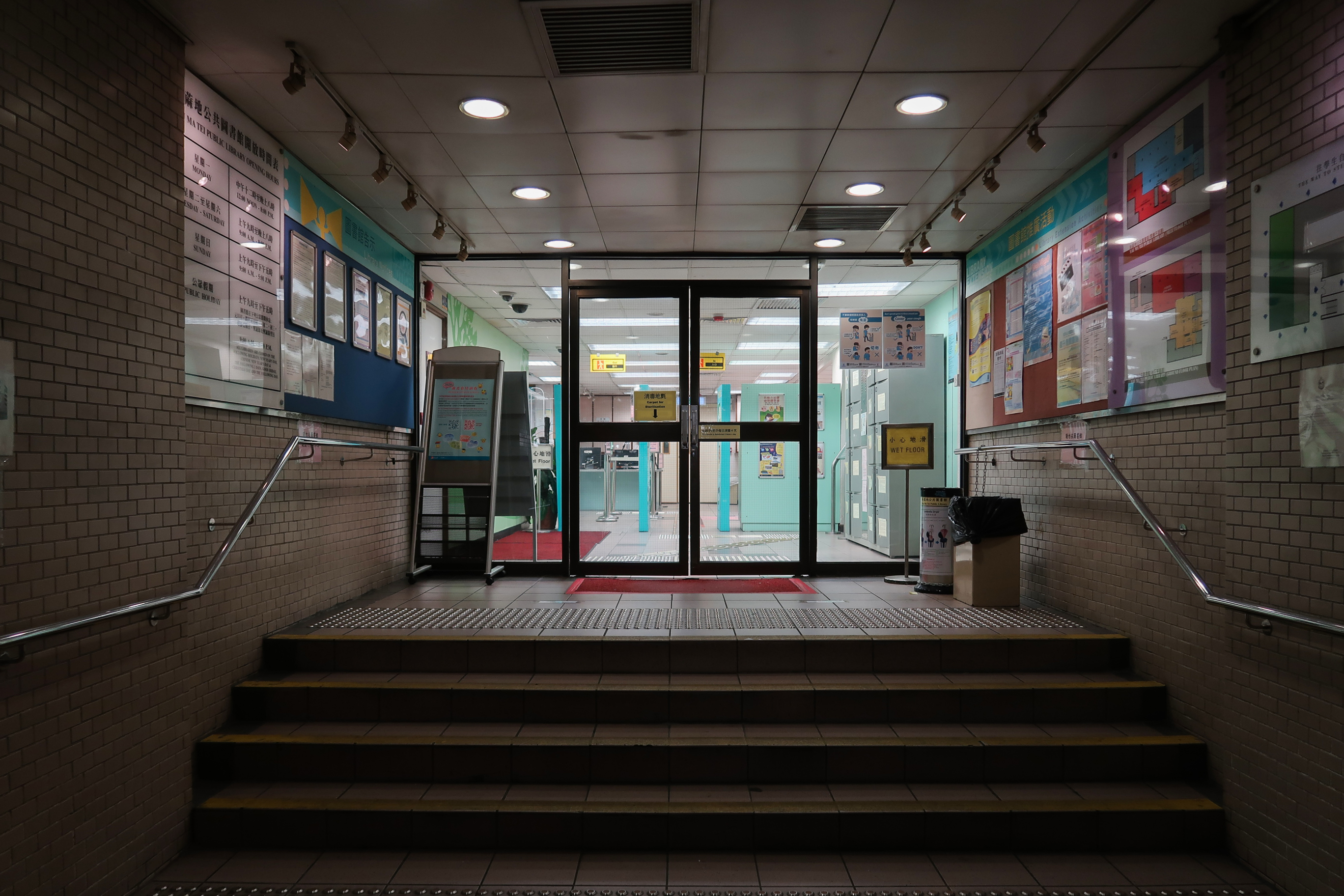
油蔴地公共圖書館入口
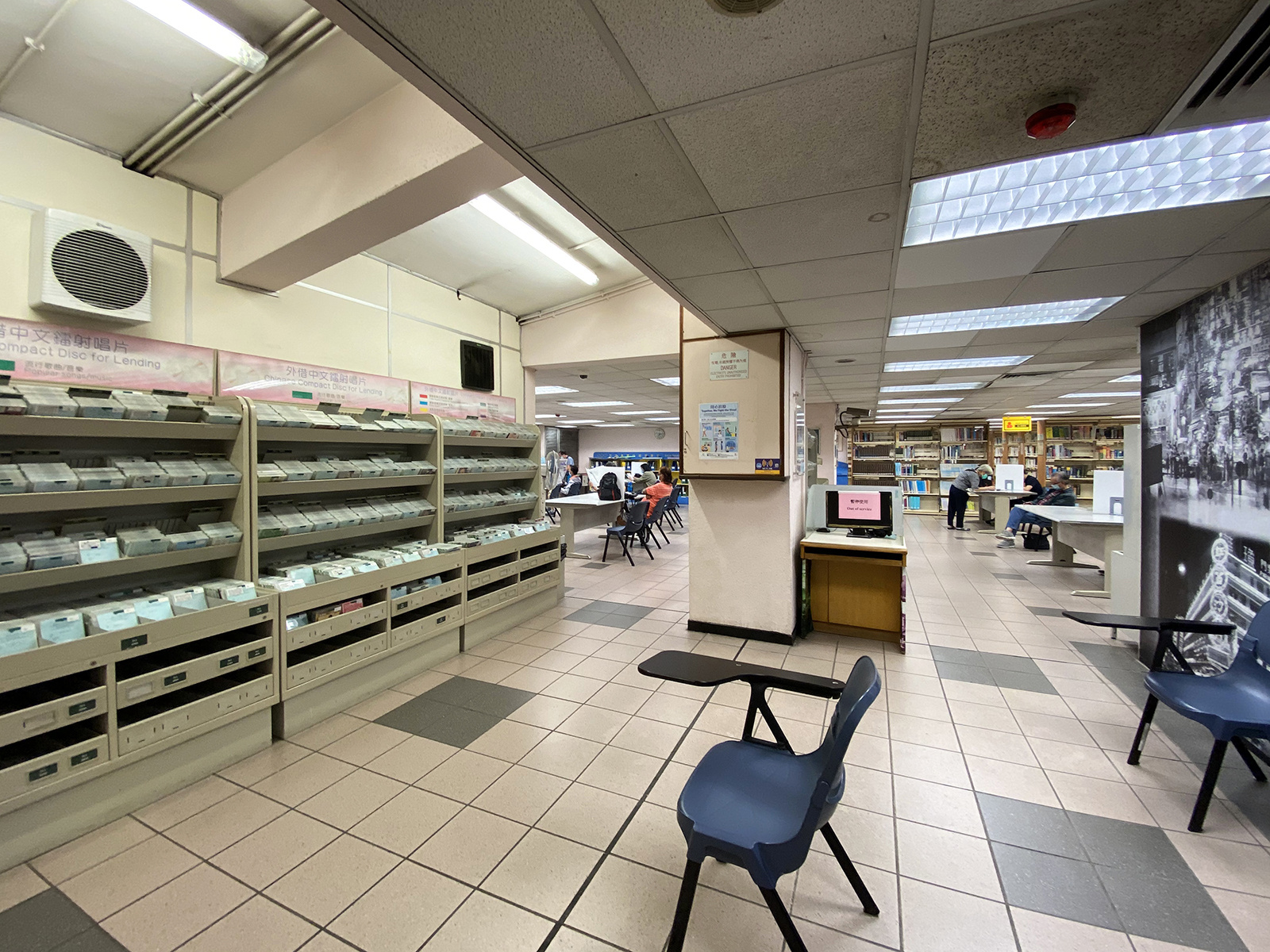
油蔴地公共圖書館1樓
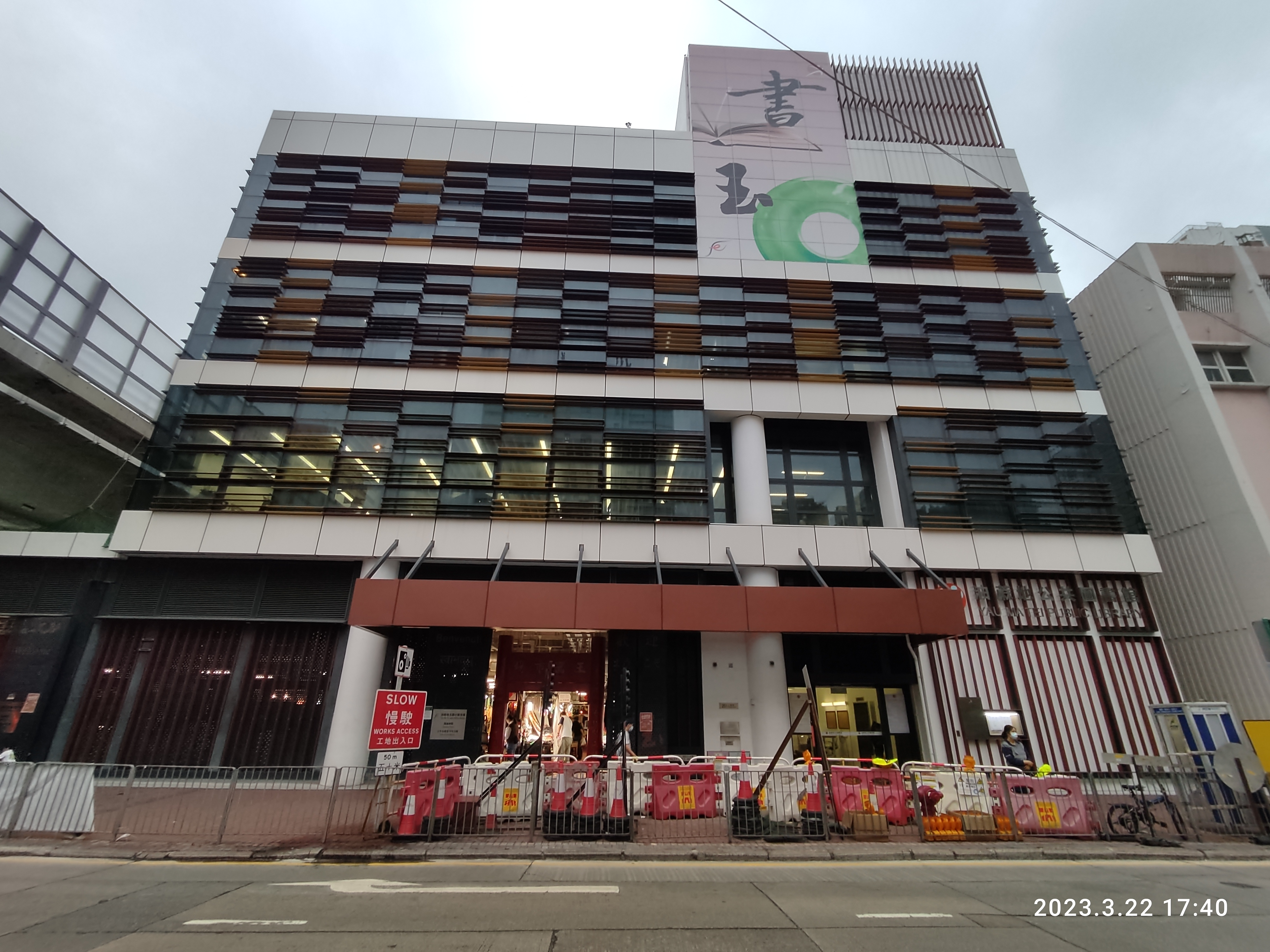
上海街251號臨時綜合大樓

## 清拆
為配合興建中九龍幹線，油麻地停車場大廈將會拆卸。運輸署表示已初步物色了一幅位於佐敦道及連翔道交界的土地作為臨時停車場，即原佐敦（渡華路）巴士總站舊址。。另外路政署呼籲車主改泊海泓道停車場以及海庭道停車場。
為配合工程，油麻地停車場大廈內的政府辦事處陸續遷出大樓，其中入境事務處西九龍辦事處及九龍出生登記處率先於2014年1月13日遷往九龍尖沙咀金巴利街28號，地政總署的九龍測量處，以及九龍東區及九龍西區地政處，分別於2019年5月6日及2019年6月遷往西九龍政府合署南座。至於社會福利署油尖社會保障辦事處亦緊接於2019年7月22日遷往西九龍政府合署南座1樓，位於大樓地下及閣樓的油麻地公共圖書館將於2020年12月28日關閉並遷至對面上海街251號大樓地下A座及一至三樓。不過受到2019冠狀病毒病疫情影響，圖書館由12月10日起已經關閉，直至2021年2月19日於新址重開。
與此同時，油麻地停車場大廈6至8樓率先於2020年11月1日停用，5樓緊接於2020年12月1日停用，而整座大樓最後已於2021年1月1日起永久封閉，然後拆卸。不少市民在清拆前，紛紛到停車場拍照留念。而區議員何富榮指新增車位只有460個，擔心會造成區內車位嚴重不足和違例泊車問題。
按照路政署與承建商訂定的拆卸方案，此大廈將會分兩個階段拆卸：首階段會拆卸大廈北翼全座及南翼7樓以上樓層，以騰出空間重建加士居道天橋。在加士居道改道路段的東行線率先啟用後，原有穿過大廈的路段將連同大廈其餘部分，在第二階段拆卸，隨後再興建改道天橋的西行線。

### 清拆前內部圖片

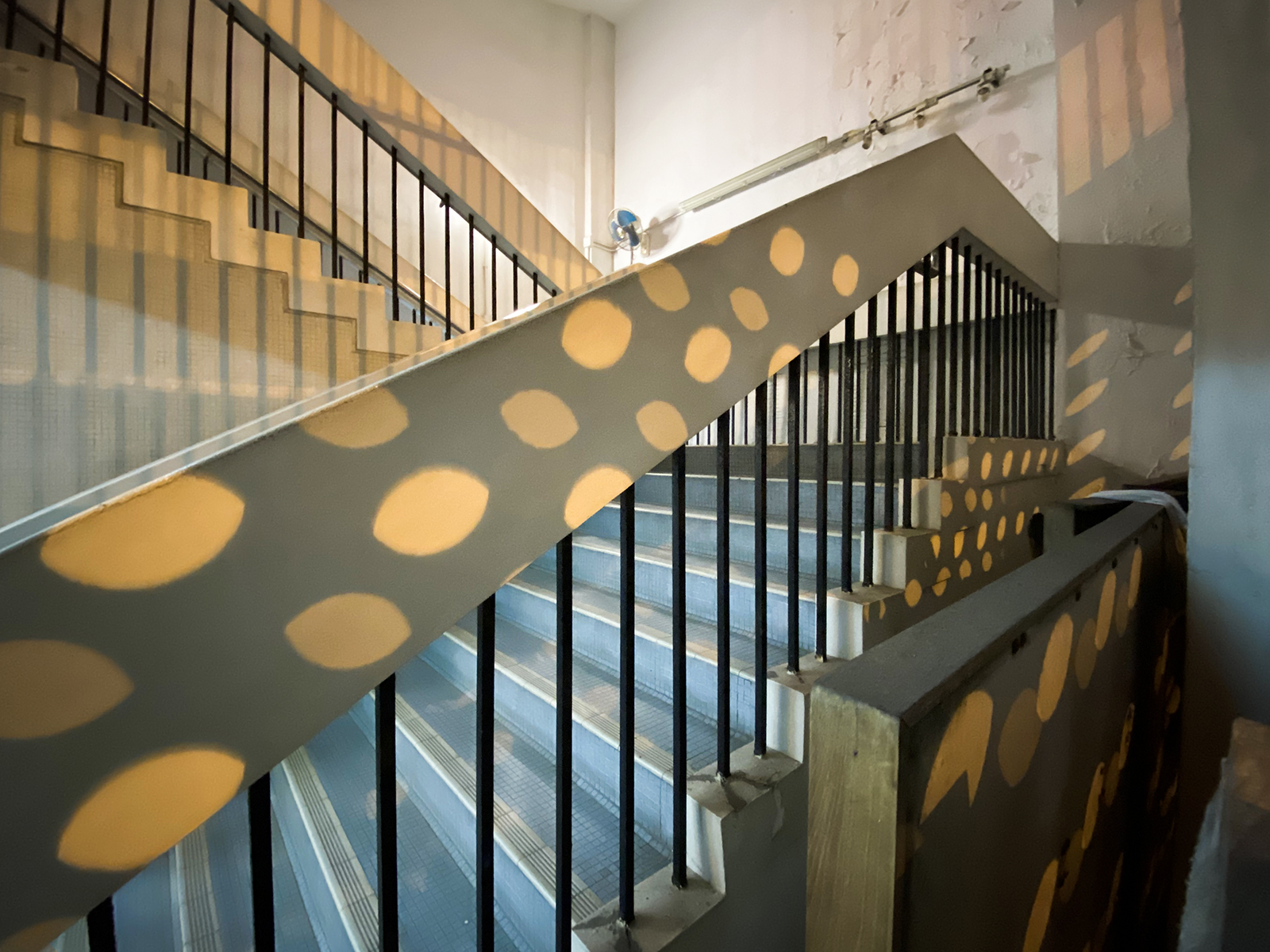
停車場大堂入口的樓梯
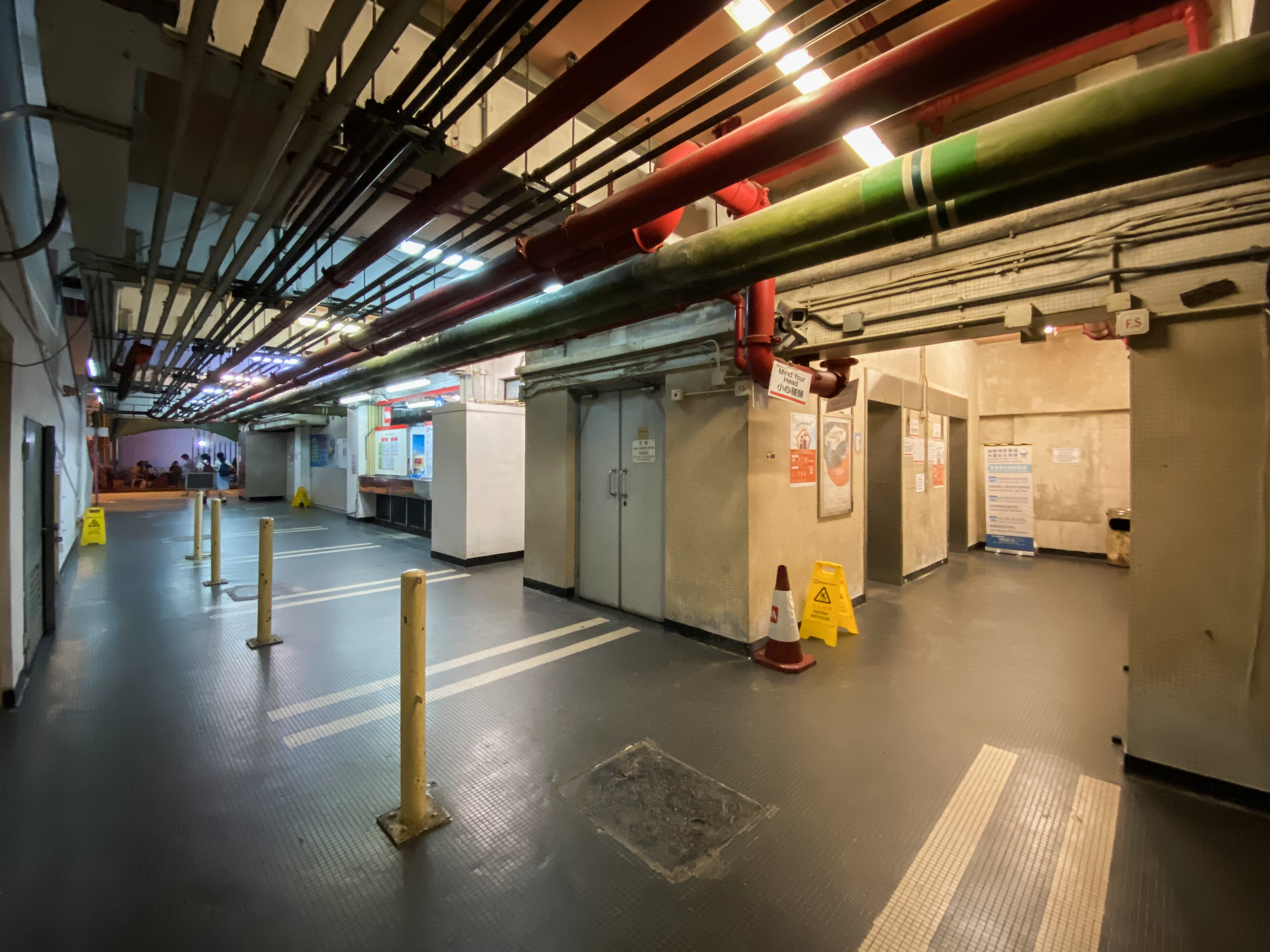
停車場入口升降機大堂
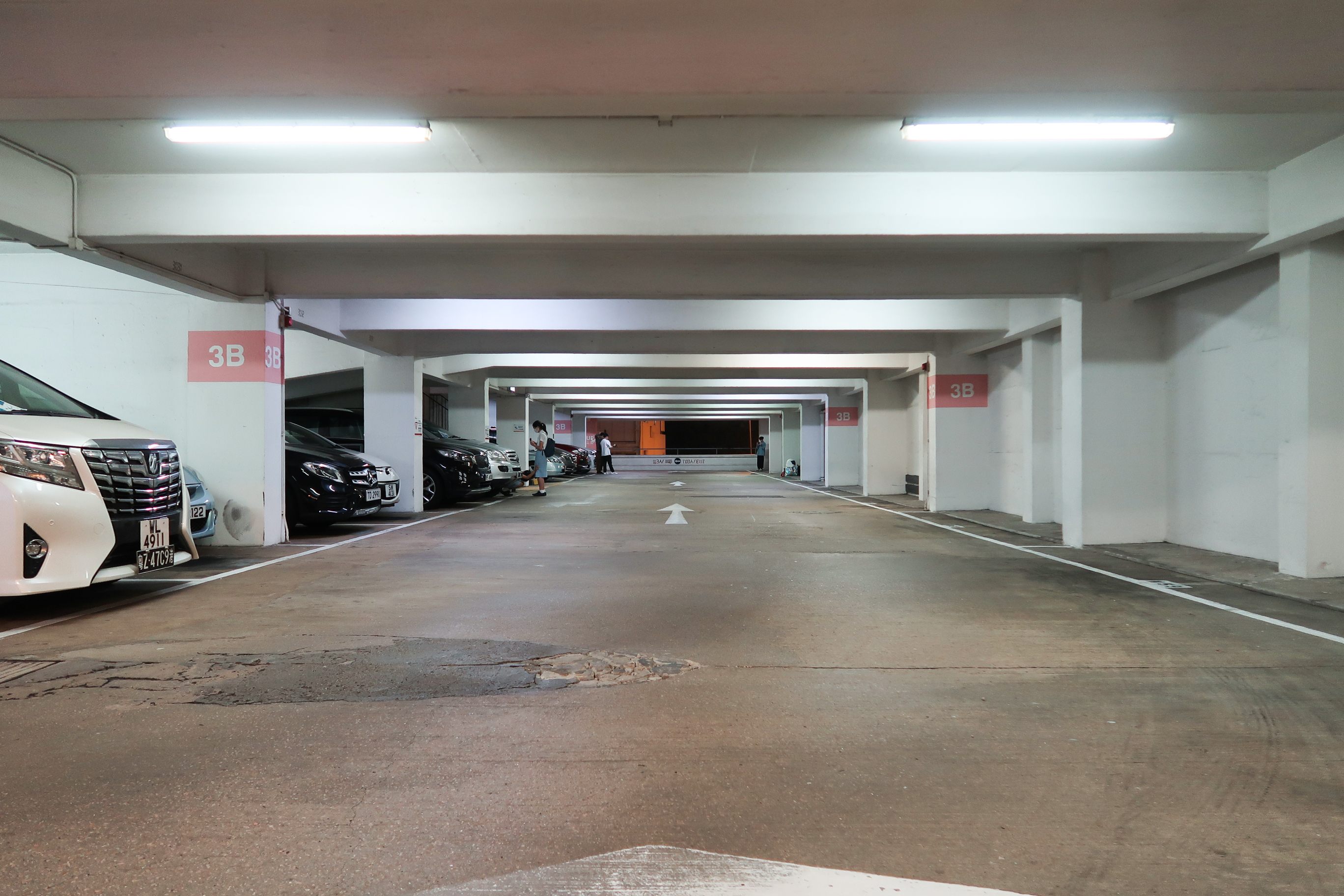
停車場3樓右方圍牆為加士居道天橋
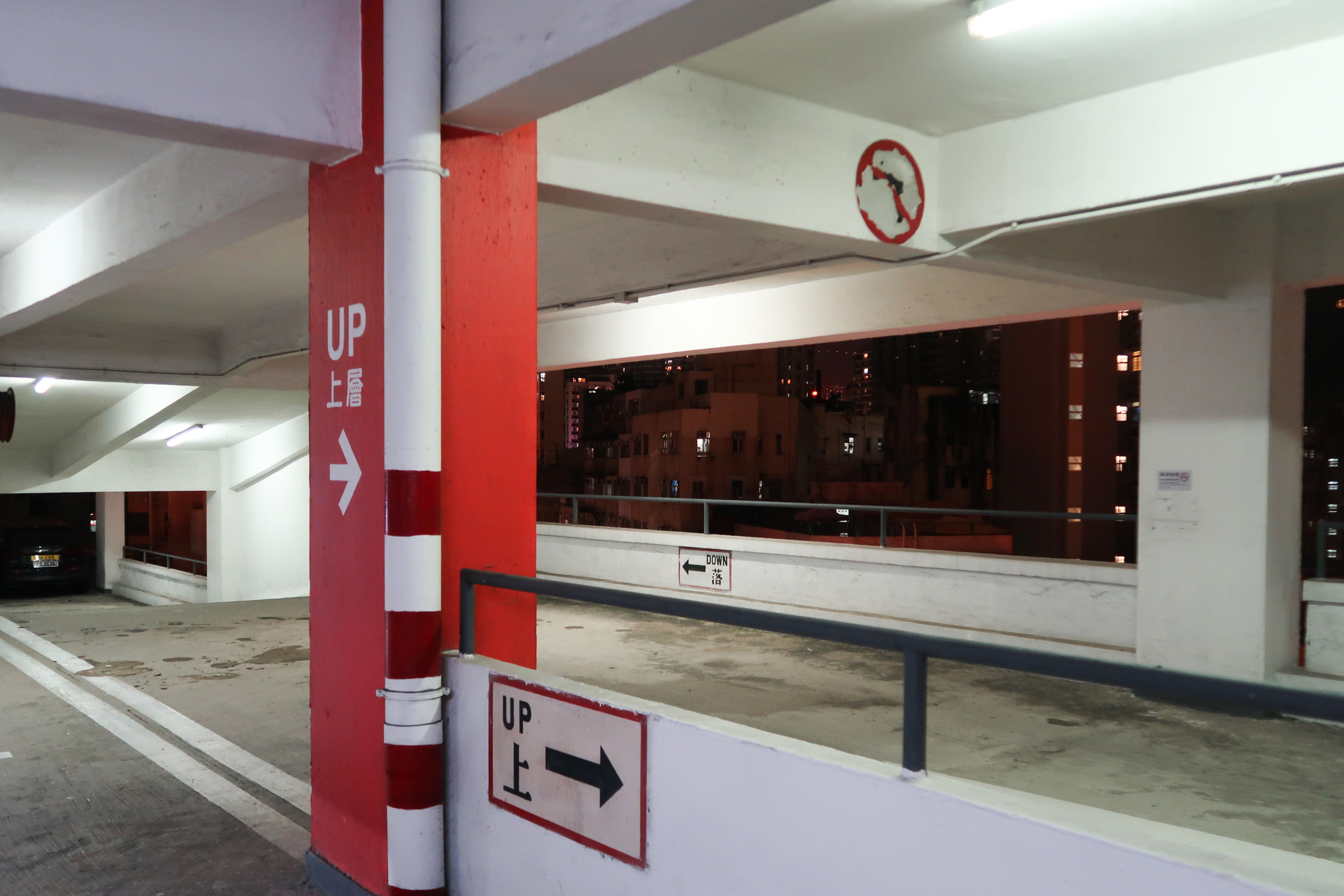
停車場內的指示牌

### 清拆工程圖集

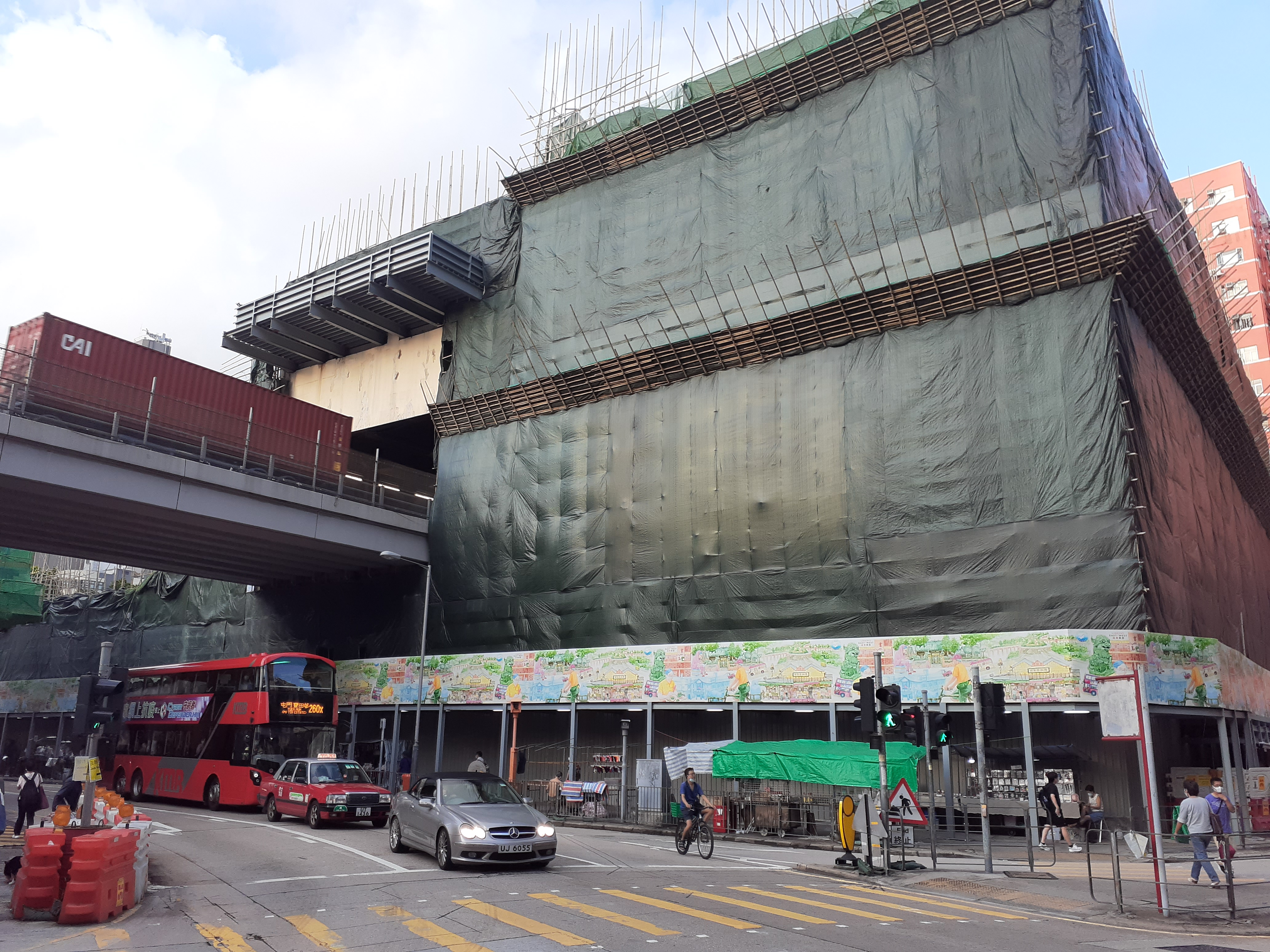
正在清拆大廈7樓以上部分（2021年8月）
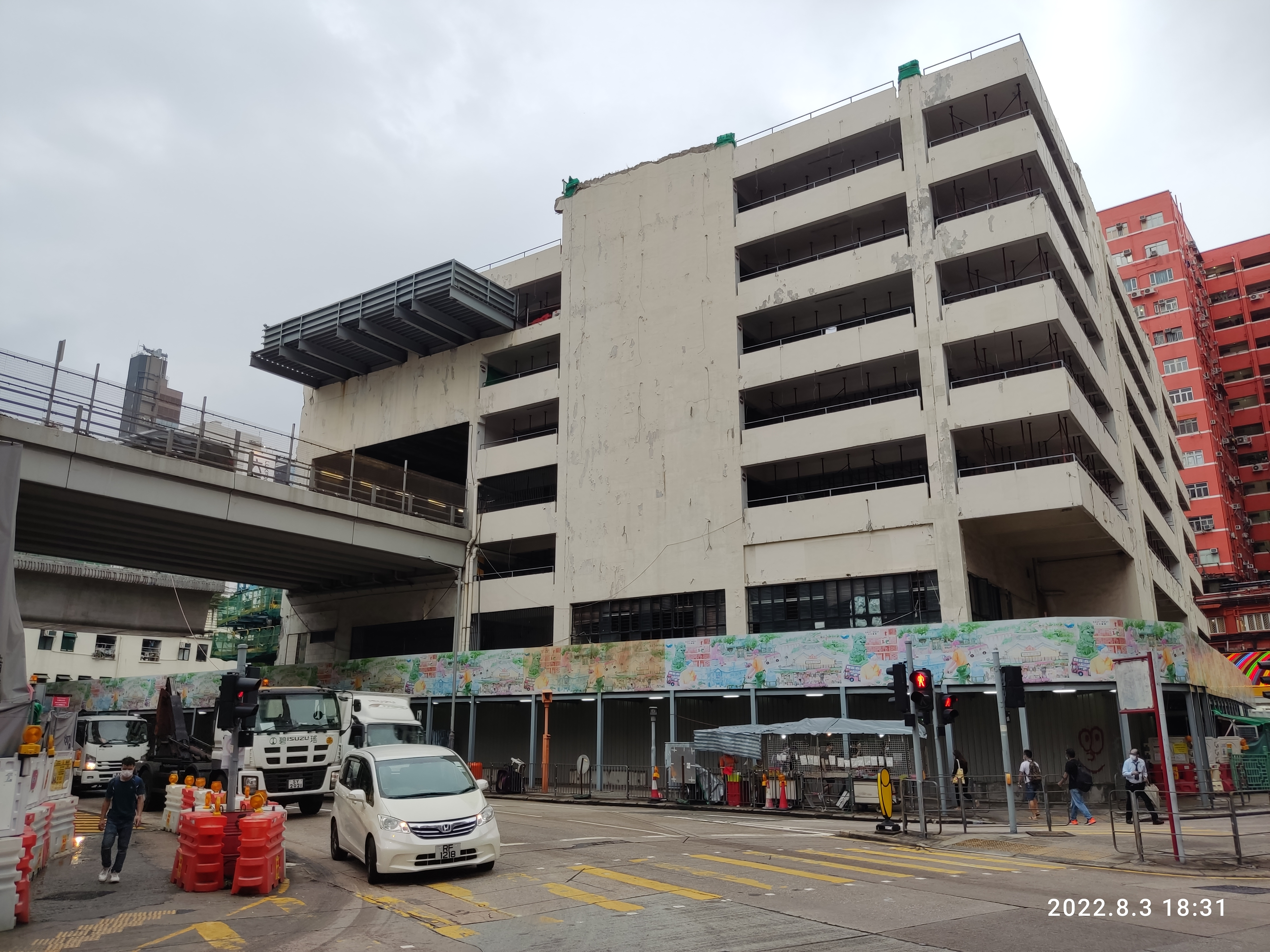
暫停清拆，以待加士居道天橋完成改道（2022年8月）
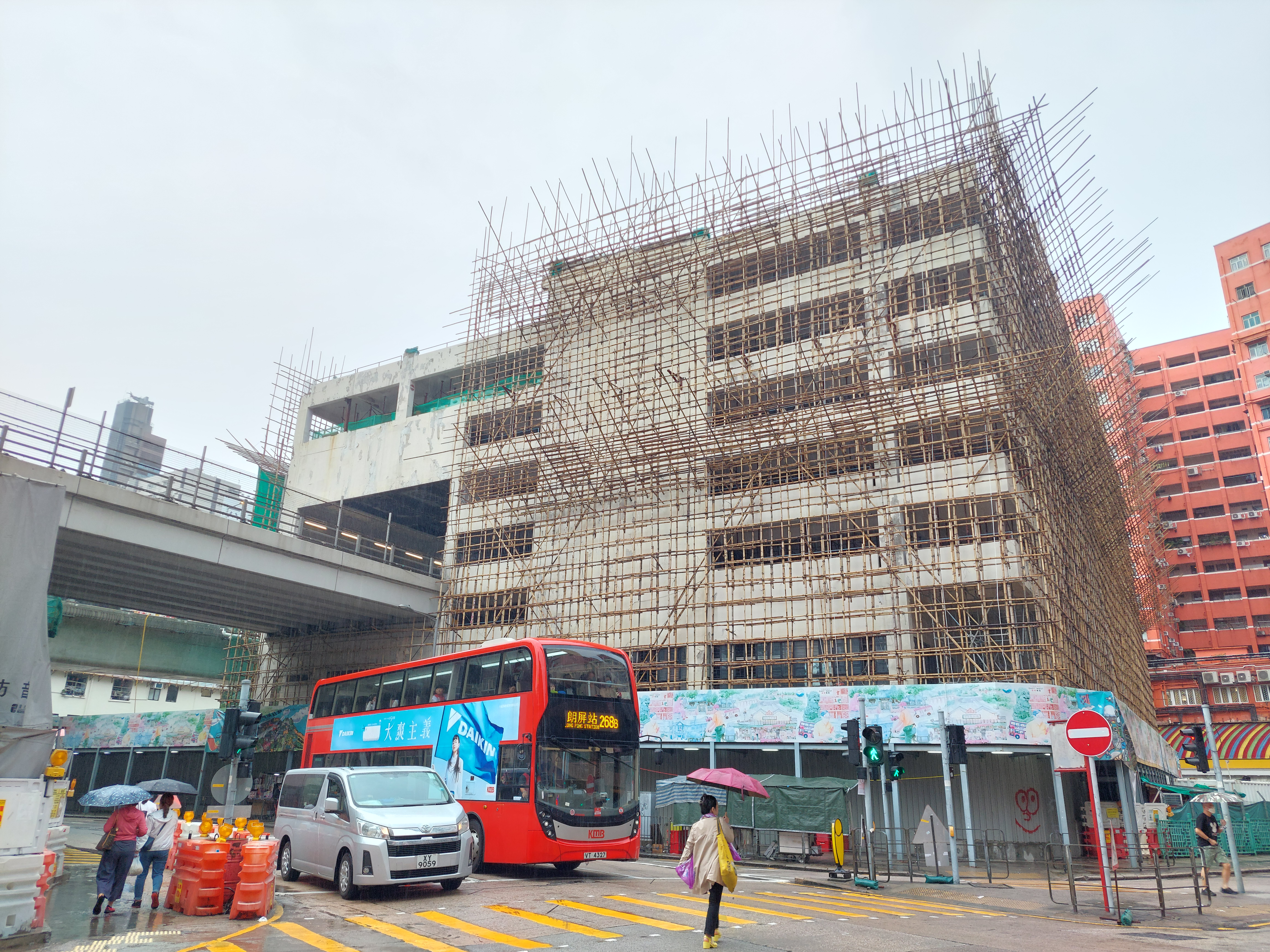
準備恢復清拆工程（2023年5月）

## 鄰近地方
- 甘肅街
- 城隍廟
- 油麻地天后廟

## 以此場地拍攝的電影
- 《食神》
- 《新不了情》
- 《綫人》

## 外部連結
维基共享资源上的相關多媒體資源：油麻地停車場大廈